# Hossein Vafaei
Hossein Vafaei Ayouri meglio noto come Hossein Vafaei (in persiano حسین وفایی‎; Abadan, 15 ottobre 1994) è un giocatore di snooker iraniano.Ha vinto il suo primo titolo in classifica allo Snooker Shoot Out 2022, battendo Mark Williams 1–0 (71–0) in finale.

## Carriera
Hossein Vafaei è diventato professionista nel 2012.
Ha raggiunto le semifinali al China Open 2017, al Welsh Open 2019 e al China Championship 2019, prima di vincere lo Shoot-Out 2022.

## Ranking[5]
| Stagione  | Ranking iniziale | Ranking finale |
| --------- | ---------------- | -------------- |
| 2012-2013 | Non classificato | 97             |
| 2013-2014 | 95               | 130            |
| 2014-2015 | Non classificato | 124            |
| 2015-2016 | Non classificato | 90             |
| 2016-2017 | 73               | 59             |
| 2017-2018 | 59               | 45             |
| 2018-2019 | 45               | 40             |
| 2019-2020 | 40               | 41             |
| 2020-2021 | 41               |                |

## Tornei vinti

### Titoli Ranking: 1
| Titoli Ranking | Titoli Ranking | Titoli Ranking | Titoli Ranking |
| -------------- | -------------- | -------------- | -------------- |
| Competizione   | Anno           | Avversario     | Note           |
| Shoot-Out      | 2022           | Mark Williams  | [ 4 ]          |